# هوبرت شارپنتیر
هوبرت شارپنتیر (انگلیسی: Hubert Charpentier؛ زادهٔ ۱۴ اکتبر ۱۹۸۲) بازیکن فوتبال اهل فرانسه است.
از باشگاه‌هایی که در آن بازی کرده‌است می‌توان به باشگاه فوتبال استاد رنس اشاره کرد.